# Hyundai Veracruz
La Hyundai Veracruz è una Sport Utility Vehicle di grandi dimensioni, prodotta dalla casa automobilistica coreana Hyundai Motor Company a partire dal 2006. La denominazione Veracruz viene utilizzata nei principali mercati asiatici e americani. In Europa la vettura è stata importata a partire dal 2009 adottando la denominazione alfanumerica ix55 che caratterizza le ultime automobili prodotte dalla casa di Seul. La produzione del modello è terminata nel 2012 ed è stata sostituita dalla Hyundai Santa Fe terza generazione in versione a passo lungo.

## Il debutto
Presentata ufficialmente il 12 ottobre del 2006 in Corea con la denominazione Veracruz la vettura è entrata in produzione negli ultimi mesi del 2006 inizialmente per i mercati interni; in seguito alla presentazione al Salone dell'auto di Detroit nel 2007 la vettura è stata importata negli Stati Uniti, in Canada e in Brasile. Tra la fine del 2007 e l'inizio del 2008 la Veracruz è entrata negli listini della gamma Hyundai in Cina e in Medio Oriente mentre soltanto al Salone di Parigi del 2008 è stato annunciato lo sbarco europeo.
La denominazione ix55 adottata oltre che in Europa anche in Russia segue il nuovo corso di nomi inaugurato dalla casa con la compatta i30. Veracruz invece segue il corso di denominazioni in cui viene utilizzato il nome di città messicane inaugurato a partire dalla Santa Fe e ripreso anche con la Suv compatta Tucson.

## Caratteristiche
La vettura, progettata in gran parte dal centro di ricerche e sviluppo che la Hyundai possiede in California, utilizza una piattaforma derivata dalla Santa Fe e dalla Sonica ma rivista per adattarsi alla mole di questo grande Suv dotato di una carrozzeria lunga oltre 4,80 metri.
Lo schema sospensivo sfrutta un'architettura a doppi quadrilateri alti all'avantreno mentre al retrotreno ritroviamo i bracci multipli. La trazione è anteriore con la possibilità di inserire elettronicamente la posteriore (schema a trazione integrale inseribile). Il cambio è un automatico sequenziale a 6 rapporti prodotto dall'Aisin molto dolce nelle cambiate in manuale e studiato per andare incontro alle esigenze della clientela asiatica e americana.
La sicurezza automobilistica è garantita dall'adozione del controllo di stabilità ESP, del controllo di trazione, del sensore misuratore della pressione degli pneumatici, di poggiatesta attivi e airbag frontali, laterali e posteriori.

## Motorizzazioni
La vettura era disponibile in Europa equipaggiata con un turbodiesel 3.0 CRDI V6 facente parte della famiglia motoristica S dotato di iniezione diretta common rail, turbina a geometria variabile e di una distribuzione a 4 valvole per cilindro per 24 valvole totali. Capace di 239 cavalli il consumo medio dichiarato corrisponde a 10,6 km/l nell'uso combinato. Le emissione di anidride carbonica nel ciclo medio risultano di 249 grammi emessi ogni chilometro. Per i mercati asiatici è disponibile anche un 3.8 V6 (famiglia Lambda) capace di 266 cavalli (196 kW). La casa dichiara un raggio di sterzata di 11,4 metri.